# Martin Vitík
Martin Vitík (Praga, 21 gennaio 2003) è un calciatore ceco, difensore del Bologna e della nazionale ceca.

## Caratteristiche tecniche
Difensore centrale possente fisicamente e abile in marcatura, oltreché nel gioco aereo, in cui è pericoloso soprattutto nelle palle inattive grazie a buone doti d'inserimento. Nonostante la mole considerevole è dotato di una buona tecnica individuale che gli consente d'impostare il gioco dalle retrovie e di essere efficace nel far ripartire la squadra. Dispone anche di buon senso della posizione.

## Carriera

### Club
Cresciuto nel settore giovanile dello Sparta Praga, debutta in prima squadra il 22 ottobre 2020 in occasione dell'incontro della fase a gironi di Europa League, perso 4-1 contro il Lilla.
Il 6 luglio 2025, viene acquistato a titolo definitivo dal Bologna, in Serie A, per circa 15 milioni di euro.

### Nazionale
Nel 2021 viene convocato dalla nazionale under-21 per il campionato europeo di categoria; il 24 marzo scende in campo nel match della fase a gironi contro l'Italia. Partecipa poi alla medesima manifestazione anche nel 2023.
Il 20 novembre 2023 esordisce in nazionale maggiore nel successo per 3-0 contro la Moldavia.

## Statistiche
Statistiche aggiornate 6 luglio 2025.

### Presenze e reti nei club
| Stagione              | Squadra               | Campionato            | Campionato | Campionato | Coppe nazionali | Coppe nazionali | Coppe nazionali | Coppe continentali | Coppe continentali | Coppe continentali | Altre coppe | Altre coppe | Altre coppe | Totale | Totale | Totale |
| Stagione              | Squadra               | Comp                  | Pres       | Reti       | Comp            | Pres            | Reti            | Comp               | Pres               | Reti               | Comp        | Pres        | Reti        | Pres   | Reti   |        |
| --------------------- | --------------------- | --------------------- | ---------- | ---------- | --------------- | --------------- | --------------- | ------------------ | ------------------ | ------------------ | ----------- | ----------- | ----------- | ------ | ------ | ------ |
| 2020-2021             | Sparta Praga          | 1L                    | 17         | 0          | CRC             | 2               | 0               | UEL                | 2                  | 0                  | -           | -           | -           | 21     | 0      |        |
| 2021-2022             | Sparta Praga B        | 2L                    | 11         | 3          | -               | -               | -               | -                  | -                  | -                  | -           | -           | -           | 11     | 3      |        |
| 2022-2023             | Sparta Praga B        | 2L                    | 4          | 0          | -               | -               | -               | -                  | -                  | -                  | -           | -           | -           | 4      | 0      |        |
| Totale Sparta Praga B | Totale Sparta Praga B | Totale Sparta Praga B | 15         | 3          |                 | -               | -               |                    | -                  | -                  |             | -           | -           | 15     | 3      |        |
| 2021-2022             | Sparta Praga          | 1L                    | 12+5       | 2          | CRC             | 4               | 0               | UCL+UEL+UECL       | 0+0+2              | 0                  | -           | -           | -           | 23     | 2      |        |
| 2022-2023             | Sparta Praga          | 1L                    | 19+3       | 0          | CRC             | 5               | 2               | UECL               | 0                  | 0                  | -           | -           | -           | 27     | 2      |        |
| 2023-2024             | Sparta Praga          | 1L                    | 23+4       | 4          | CRC             | 4               | 0               | UCL+UEL            | 2+9                | 0+1                | -           | -           | -           | 42     | 5      |        |
| 2024-2025             | Sparta Praga          | 1L                    | 21+5       | 4          | CRC             | 3               | 0               | UCL                | 5+8                | 0                  | -           | -           | -           | 42     | 4      |        |
| Totale Sparta Praga   | Totale Sparta Praga   | Totale Sparta Praga   | 92+17      | 10+0       |                 | 18              | 2               |                    | 28                 | 1                  |             | -           | -           | 155    | 13     |        |
| 2025-2026             | Bologna               | A                     | -          | -          | CI              | -               | -               | UEL                | -                  | -                  | SI          | -           | -           | -      | -      |        |
| Totale carriera       | Totale carriera       | Totale carriera       | 124        | 13         |                 | 18              | 2               |                    | 28                 | 1                  |             | -           | -           | 170    | 16     |        |

### Cronologia presenze e reti in nazionale
| Cronologia completa delle presenze e delle reti in nazionale ― Rep. Ceca | Cronologia completa delle presenze e delle reti in nazionale ― Rep. Ceca | Cronologia completa delle presenze e delle reti in nazionale ― Rep. Ceca | Cronologia completa delle presenze e delle reti in nazionale ― Rep. Ceca | Cronologia completa delle presenze e delle reti in nazionale ― Rep. Ceca | Cronologia completa delle presenze e delle reti in nazionale ― Rep. Ceca | Cronologia completa delle presenze e delle reti in nazionale ― Rep. Ceca | Cronologia completa delle presenze e delle reti in nazionale ― Rep. Ceca |
| Data                                                                     | Città                                                                    | In casa                                                                  | Risultato                                                                | Ospiti                                                                   | Competizione                                                             | Reti                                                                     | Note                                                                     |
| ------------------------------------------------------------------------ | ------------------------------------------------------------------------ | ------------------------------------------------------------------------ | ------------------------------------------------------------------------ | ------------------------------------------------------------------------ | ------------------------------------------------------------------------ | ------------------------------------------------------------------------ | ------------------------------------------------------------------------ |
| 20-11-2023                                                               | Olomouc                                                                  | Rep. Ceca                                                                | 3 – 0                                                                    | Moldavia                                                                 | Qual. Euro 2024                                                          | -                                                                        |                                                                          |
| 7-6-2024                                                                 | Grödig                                                                   | Rep. Ceca                                                                | 7 – 1                                                                    | Malta                                                                    | Amichevole                                                               | -                                                                        | 55’                                                                      |
| 10-9-2024                                                                | Praga                                                                    | Rep. Ceca                                                                | 3 – 2                                                                    | Ucraina                                                                  | UEFA Nations League 2024-2025 - 1º turno                                 | -                                                                        | 48’                                                                      |
| 11-10-2024                                                               | Praga                                                                    | Rep. Ceca                                                                | 2 – 0                                                                    | Albania                                                                  | UEFA Nations League 2024-2025 - 1º turno                                 | -                                                                        |                                                                          |
| 14-10-2024                                                               | Breslavia                                                                | Ucraina                                                                  | 1 – 1                                                                    | Rep. Ceca                                                                | UEFA Nations League 2024-2025 - 1º turno                                 | -                                                                        |                                                                          |
| Totale                                                                   |                                                                          | Presenze                                                                 | 5                                                                        |                                                                          | Reti                                                                     | 0                                                                        |                                                                          |

## Palmarès

### Club

#### Competizioni nazionali
- Campionato ceco: 2

Sparta Praga: 2022-2023, 2023-2024
- Coppa della Repubblica Ceca: 1

Sparta Praga: 2023-2024